# Botvido di Svezia
Botvido di Svezia, Botvid in svedese (XI secolo – Södermanland, 1120), fu un missionario svedese laico che morì ucciso da uno schiavo riscattato; è venerato come santo dalla Chiesa cattolica.

## Biografia
Botvido era un fattore di Hammarby che si convertì al cristianesimo, in seguito ad un viaggio in Inghilterra. Insieme a dei monaci inglesi ritornò in patria per evangelizzare la Svezia. Non divenne mai un religioso, ma svolse la sua predicazione come missionario laico.
Botvido voleva far conoscere il Cristianesimo anche nella vicina Finlandia, perciò riscattò uno schiavo finnico per convertirlo ed evangelizzare la sua terra.
Lui stesso si propose di accompagnarlo attraverso il Mar Baltico, ma mentre Botvido pescava lo schiavo lo uccise e scappò.
La leggenda vuole che un uccellino aiutò i soccorritori nella ricerca del corpo.
Venne seppellito nella chiesa di Botkyrka.
La tradizione vuole che nel 1339 il santo sia apparso a Santa Brigida.
Birger Gregersson, Arcivescovo di Uppsala, compose degli inni sacri in onore di San Botvido.